# Chawki Bentayeb
Chawki Bentayeb (en árabe: أحمد شوقي بن طيب‎, Aïn Béïda, Argelia francesa, 1 de mayo de 1962) es un exfutbolista de Argelia que jugaba en las posiciones de centrocampista y delantero.

## Carrera

### Club
| Periodo   | Club          |
| --------- | ------------- |
| 1981-1983 | USM Aïn Béïda |
| 1983-1986 | ASO Chlef     |
| 1986-1990 | USM Aïn Béïda |
| 1990-1994 | WA Mostaganem |
| 1994-1995 | USM Aïn Béïda |

### Selección nacional
Jugó para Argelia en cinco ocasiones de 1985 a 1988 y anotó un gol; participó en la Copa Africana de Naciones 1988.

## Logros
- Goleador del Campeonato Nacional de Argelia en 1988/89 (19 goles).